# シカゴ (小惑星)
シカゴ (334 Chicago) は、小惑星帯の外縁部、ヒルダ群よりわずかに内側を回っている比較的大きな小惑星である。C型小惑星に分類され、炭素化合物からできていると推定される。
1892年8月23日にマックス・ヴォルフによってドイツのハイデルベルクで発見され、アメリカ合衆国の都市シカゴから命名された。
2001年12月16日に日本で掩蔽が観測された。4人のうち北端の1人は2回の減光を観測し、このことは不規則な形状を示唆している。しかし2017年12月21日に関東地方から近畿地方にかけて観測された掩蔽では、長径234.1 km×短径150.3kmの楕円形の断面が、比較的小さい誤差で求まった。